# Something (Lasgo-Lied)
Something (englisch für „etwas“) ist ein Lied der belgischen Vocal-Trance-Formation Lasgo. Der Song ist die erste Singleauskopplung ihres Debütalbums Some Things und wurde am 15. Juni 2001 veröffentlicht.

## Inhalt
Something ist den Genres Vocal-Trance und Dance zuzuordnen und durch Synthesizer-Klänge geprägt. Eine Frauenstimme richtet sich an ihren Partner, dem sie vorwirft, ihr etwas zu verheimlichen. Sie versichert ihm, dass es keinen Grund gebe, sich Sorgen zu machen und ihre Liebe weiterhin stark sei. Anschließend fordert sie ihn auf, sie in den Arm zu nehmen und sie niemals gehen zu lassen.

“I can see it in your eyes

There is something

Something you wanna tell me

I see it in your eyes

There is something

That you hide from me”

## Produktion
Der Song wurde von den damaligen Lasgo-Mitgliedern Peter Luts und David Vervoort geschrieben, wobei ersterer auch als Produzent fungierte. Der Text wird von der damaligen Lasgo-Sängerin Evi Goffin gesungen.

## Musikvideo
Bei dem zu Something am Prager Hauptbahnhof gedrehten Musikvideo führte Alex Diezinger Regie. Es verzeichnet auf YouTube über 62 Millionen Aufrufe (Stand Juni 2023). Das Video zeigt Sängerin Evi Goffin, die den Song am Bahnhof singt, während Züge ein- und ausfahren und verschiedene Menschen, darunter auch Liebespaare, auf ihre Bekannten warten und diese empfangen. Verschiedene Paare sitzen in einer Cafeteria des Bahnhofs, während Evi Goffin mit einem Koffer zu den Gleisen geht. Sie hält ein Foto eines jungen Mannes in der Hand, das sie schließlich auf den Boden fallen lässt. Peter Luts und Dave McCullen sind ebenfalls kurz im Video zu sehen.

## Single

### Covergestaltung
Das Singlecover zeigt eine graue Diskette, auf die mit schwarzem Stift die Wörter Lasgo und Something geschrieben sind.

### Titellisten
Single
1. Something – Radio Mix – 3:41
2. Something – Jimmy Goldschmitz Remix – 6:05

Maxi
1. Something – Radio Mix – 3:41
2. Something – Extended Mix – 5:56
3. Something – Jimmy Goldschmitz Remix – 6:05
4. Something – Peter Luts Remix – 7:41

### Chartplatzierungen
Something stieg am 29. Oktober 2001 auf Platz elf in die deutschen Singlecharts ein und erreichte vier Wochen später mit Rang acht die höchste Position. Insgesamt konnte es sich 17 Wochen lang in den Top 100 halten, davon vier Wochen in den Top 10. Weitere Top-10-Platzierungen gelangen unter anderem im Vereinigten Königreich, in Belgien-Flandern, den Niederlanden, Dänemark und Österreich. In den deutschen Single-Jahrescharts 2001 erreichte der Song Rang 79.
| ChartsChartplatzierungen       | Höchstplatzierung | Wochen |
| ------------------------------ | ----------------- | ------ |
| Deutschland (GfK)              | 8 (17 Wo.)        | 17     |
| Österreich (Ö3)                | 9 (19 Wo.)        | 19     |
| Schweiz (IFPI)                 | 59 (12 Wo.)       | 12     |
| Vereinigtes Königreich (OCC)   | 4 (17 Wo.)        | 17     |
| Vereinigte Staaten (Billboard) | 35 (20 Wo.)       | 20     |
| Flandern (Ultratop)            | 5 (19 Wo.)        | 19     |

| ChartsJahrescharts (2001) | Platzierung |
| ------------------------- | ----------- |
| Deutschland (GfK)         | 79          |
| Flandern (Ultratop)       | 19          |

| ChartsJahrescharts (2002)    | Platzierung |
| ---------------------------- | ----------- |
| Österreich (Ö3)              | 68          |
| Vereinigtes Königreich (OCC) | 29          |

### Verkaufszahlen und Auszeichnungen
Something erhielt im Jahr 2002 in Deutschland für mehr als 250.000 verkaufte Einheiten eine Goldene Schallplatte.

| Land/Region                  | Auszeichnungen für Musikverkäufe (Land/Region, Auszeichnung, Verkäufe) | Verkäufe |
| ---------------------------- | ---------------------------------------------------------------------- | -------- |
| Belgien (BRMA)               | Gold                                                                   | 15.000   |
| Dänemark (IFPI)              | Gold                                                                   | 45.000   |
| Deutschland (BVMI)           | Gold                                                                   | 250.000  |
| Vereinigtes Königreich (BPI) | Platin                                                                 | 600.000  |
| Insgesamt                    | 3× Gold · 1× Platin ·                                                  | 910.000  |